# Hamadine
Koordinaten: 35° 39′ 0″ N, 39° 55′ 0″ O
Hamadine ist ein altpaläolithischer Fundplatz in Syrien. Der Fundplatz mit seinen Flintartefakten gilt als einer der ältesten Plätze, an denen sich die Anwesenheit früher Menschen in Syrien nachweisen lässt. Die steinernen Artefakte wurden der Zeit zwischen MIS 36 und 22 zugeordnet, was etwa der Zeit wenig vor 1,2 bis etwa 0,85 Millionen Jahren entspricht. Alle Kerne und Abschläge befinden sich im Nationalmuseum Damaskus, ebenso wie die 14 Faustkeile aus Hamadine.

## Survey, Geologie, Datierung
1978 wurden im Rahmen eines Surveys des Centre national de la recherche scientifique (Projekt RCP 438) altpaläolithische Artefakte entdeckt. Im Verlauf des Surveys wurde die größte Häufung altpaläolithischer Artefakte in Ain Abu Jemaa entdeckt, das etwa 25 km nordwestlich von Deir ez-Zor liegt. Allein dort fand man 450 Artefakte. Wenig weiter flussabwärts barg Ain Tabous etwa 220 Stücke. Auch Hamadine, oberhalb der beiden besagten Fundstätten, etwa 37 km südöstlich von Raqqa gelegen, barg eine große Zahl von Artefakten, nämlich 370.
Die Datierung bezog sich auf die Sedimentschichten. Die Sedimente von Ain Abu Jemaa und Ain Tabous stellen dabei die Stratotypen der Entdecker, also von Jacques Besançon und Paul Sanlaville dar. Sie werden dort als Qf II formation bezeichnet, wobei „Qf“ für „Quaternary fluvial“ steht, eine Bezeichnung, die wiederum auf den Fluss Euphrat und die geologische Epoche des Quartärs verweist. Aufgrund der starken Abrasionen nimmt man an, dass die Artefakte eher der unteren Schotterschicht zuzuordnen sind. Dabei ist nicht klar, wo genau sie entdeckt wurden. Der Basalt, der an anderer Stelle oberhalb der gleichen Schicht ausgemacht werden konnte, nämlich in Ayash (nordwestlich von Deir ez-Zor), wurde auf mehr als 400.000 Jahre datiert. Damit dürfte Qf II mindestens MIS 12 zuzuordnen sein. Dabei bleibt unklar, wann sich zwischen MIS 36 und MIS 22 die Schotterschichten abgelagert haben könnten, so dass ihnen auch ein Alter von bis zu 1,2 Millionen Jahren zugeschrieben werden kann, mindestens aber wohl von 850.000 Jahren.
Die Funde von  Hamadine werden gleichfalls Qf II zugeordnet. Über der untersten Schotterschicht haben sich dort Sand und Silt abgelagert. Dabei legen auch hier starke Abrasionen an den Artefakten eine Lagerung im Schotter nahe, also in der untersten Sedimentschicht. 
Andrew Douglas Shaw ging davon aus, dass Qf III älter oder mindestens genauso alt ist wie Qf II. Qf II aber wird MIS 36 zugeordnet, wobei die Zeitspanne bis MIS 22 reichen kann. Hamadine gehört zu denjenigen Fundstätten, die die frühesten Aufenthalte von Homininen außerhalb Afrikas und zugleich im Nahen Osten belegen.

## Lithische Analyse
Shaw untersuchte im Nationalmuseum Damaskus 61 Kerne und 14 Faustkeile aus Hamadine. Alle Artefakte weisen starke Abrasionen auf, die typisch für ausgeprägte fluviale Bewegungen sind. Zugleich sind sie wohl jünger als MIS 36, jedoch älter als MIS 22, also mindestens 880.000 bis 850.000 Jahren alt. 
Sämtliche Geräte sind aus grobkörnigem Chert oder Flint gearbeitet. Dabei erlaubt der stark in Mitleidenschaft gezogene Kortex, auch Rinde genannt, keine Zuweisung zu einer bestimmten Herkunftsstelle. Wahrscheinlich wurden die Geräte aus runden, aufgelesenen Stücken aus dem Flussbett gearbeitet. Die einzig bekannte in Frage kommende Stelle am Euphrat, wo ansonsten derlei Ausgangsmaterialien zu finden gewesen wären, liegt etwa 90 km entfernt. Außerhalb des Flusstales befindet sich ein weiterer möglicher Herkunftsort im Dschebel al-Bischri in 65 km Entfernung. 
Die Kerne weisen eine durchschnittliche Maximallänge von 82,4 mm auf, die Mindestlänge liegt bei 43,8 mm. Sie wiegen im Schnitt 269,8 g, wobei die Extremwerte bei 51 und 727 g liegen. Sie sind als sogenannte „migrating platform cores“ aufzufassen, wie sie durch ad hoc durchgeführte Abschläge gekennzeichnet sind. Sie wurden nur sehr wenige Male bearbeitet, um einen Abschlag zu gewinnen, wobei auch die Zahl der gewonnenen Abschläge gering war. Beim Reduzieren wurden die Kerne nie lange bearbeitet. Auch der überwiegend erhaltene Kortex weist auf nur kurze Bearbeitungsepisoden hin. 
Von den 250 meist mittelgroßen, dicken Abschlägen gehen mindestens 214 auf Bearbeitung mittels hartem Hammer zurück (es wurde also nicht mit einem Geweihhammer, einem Knochen oder Hartholzstück bearbeitet), die übrigen lassen sich hierin nicht genau bestimmen. Größe und Form gehen möglicherweise auf das Aufsammeln auffälligerer Stücke während des Surveys zurück, aber auch auf die Zerstörungskraft, die ein fluvialer Transport auf die Artefakte ausübt, bei der kleinere Stücke eher zerstört werden, als große. Bei der Bearbeitung wurde die Plattform kaum verändert, der Kern offenbar selten gedreht, so dass die Abschläge eher unidirektional erfolgten. Nur ein einziger Abschlag (flaked flake) aus Hamadine wurde weiterbearbeitet. 
Die Faustkeile sind im Schnitt 106,2 mm lang, 67,3 mm breit und 44,9 mm dick. Die Mindestwerte liegen bei 60,9 bzw. 38,3 und 20,4 mm, die Höchstwerte liegen bei 138,5, dann 84,3 und schließlich 66,0 mm. Sie wurden aus rundlichem Ausgangsmaterial gewonnen, dem durch Reduzierung (wohl mittels hartem Hammer, der sich bei 6 von den 14 Stücken nachweisen ließ) ein bifazialer Rand abgewonnen wurde. 
Insgesamt übte die vorfindliche Form der Ausgangsmaterialien, also Flusskiesel, die aufgelesen wurden, einen erheblichen Einfluss auf die Bearbeitungsstrategien der lokalen Homininen aus, was sich an den anderen beiden Fundplätzen Ain Abu Jemaa und Ain Tabous ebenso erwies. 